# Phygopoda nigritarsis
Phygopoda nigritarsis är en skalbaggsart som beskrevs av Pierre Émile Gounelle 1911. Phygopoda nigritarsis ingår i släktet Phygopoda och familjen långhorningar. Inga underarter finns listade i Catalogue of Life.